# Ekslibris
Ekslibris (iz latinsko ex – iz in libris – knjig, dobesedno iz knjig (ali knjižnice) [ime lastnika]) je grafična oznaka, s katero lahko lastnik označi svoje knjige. Večinoma je to majhna dekorativna ali umetniško zasnovana slika, ki je natisnjena na majhen papir ali karton in nalepljena na prvo stran v knjigi. Na ekslibrisu se poleg slike navadno nahaja še ime lastnika, moto, grb ali druga znamenja, ki namigujejo na lastništvo določene osebe.